# Justin Mathieu
Justin Mathieu (ur. 12 kwietnia 1996 w Goirle) – holenderski piłkarz, występujący na pozycji skrzydłowego w holenderskim klubie TOP Oss. Były młodzieżowy reprezentant Holandii.